# Едіпів комплекс
Едіпів ко́мплекс — поняття психоаналітичної теорії, яке описує стосунки, потяги і почуття, які з'являються у дитини під час входження у фалічну (істеричну) стадію психосексуального розвитку у віці від 3 до 5 років. Фаза характеризується закріпленням впливу тріангуляції — етапу, який розпочався на попередній анальній фазі — входження батька у діаду стосунків «матір — дитя». Сам комплекс полягає у скеровуванні ніжних, любовних і примітивно еротичних почуттів сина до матері в поєднанні з агресивними, конкурентними почуттями, які скеровуються на батьківську постать, місце якої прагне зайняти дитина у стосунках. Дівчатка відповідно відчувають потяг до батька і агресію до матері (комплекс Електри), але ця ситуація ускладнюється амбівалентністю, оскільки до трирічного віку вся любов дівчинки скеровувалась на материнську фігуру. Часто термін «комплекс Едіпа» застосовується для означення і чоловічої, і жіночої ситуації.
Ідея Едіпового комплексу виникла у Фрейда в результаті самоаналізу після смерті батька, а наштовхнула психіатра на думку трагедія Софокла «Цар Едіп». У давньогрецькому міфі йдеться про фіванського царя Лая, який довідується з пророцтва, що загине від руки свого сина, тому він наказує вбити маленького Едіпа. Але Едіп залишається живим і виростає у прийомних батьків, вважаючи їх за рідних. У зрілому віці тепер уже сам Едіп довідується про страшне пророцтво, що йому випаде вбити свого власного батька. Бажаючи вберегти прийомних батьків від фатуму, Едіп іде з дому. Але дорогою перестріває царя Лая, конфліктує з ним, і реальний батько таки гине від руки власного сина. У Фівах Едіп закохується в царицю Йокасту — свою реальну матір і дружину Лая. Він посідає трон і фактично займає місце свого батька. Після тривалих років правління, Едіп і Йокаста дізнаються страшну правду, цариця накладає на себе руки, а Едіп виколює собі очі і прирікає себе на вигнання з Фів. Супроводжувати батька у цьому викликається наймолодша його дочка Антігона.
Здобутком успішного проходження Едіпового комплексу є завершення процесу формування Супер-Его або соціального і морального стрижня особистості, через інтроєкцію набору рамок і заборон, з якими стикається дитина у конкуренції зі своїми батьками (протилежної статі). Амбівалентність ставлення до батьківської фігури (агресія і бажання до виконання її ролі) стає рушійною силою ідентифікації, через яку розпочинається засвоєння чоловічої чи жіночої соціальної ролі і системи моральних цінностей і інструкцій, що, власне, і формує Супер-Его. Фалічна фаза також супроводжується виникненням так званого комплексу кастрації у хлопців і заздрості до пенісу у дівчат.
Фіксація на цій стадії розвитку чи відсутність вирішення Едіпового комплексу призводить до формування істеричного типу особистості і відбивається на дорослій поведінці, у конфліктах і сценаріях поведінки з партнерами.
Розбудова поняття Фройдом привела його до відкриття глибоких закономірностей розвитку людського соціуму і релігії.

## Походження та закріплення назви
Назва такого явища побудована на давньогрецькому міфі про царя Едіпа і однойменній драмі Софокла, у якій Едіп, всупереч своїй волі і не розуміючи цього, вбиває свого батька Лая і одружується з матір'ю Йокастою. Розуміння едіпової ситуації як ключового фактору це є утворення невротичних захворювань. Ця відповідь виникла у Фройда під час самоаналізу, який він провів після смерті свого батька; це розуміння прийшло на заміну такої собі теорії спокуси.
Вперше Фройд згадує про драму Софокла в одному із листів своєму другу Вільгему Флісу у 1897 році, в якому він пише:
«Я також виявив на своєму власному прикладі закоханість у матір і ревність до батька… І тепер розглядаю це як універсальне явище раннього дитинства. І якщо це так, то ми можемо зрозуміти чаруючу силу Царя Едіпа»
Перше подібне міркування про явище зустрічається у фундаментальній роботі Фройда «Тлумачення сновидінь» (1899). Однак термін «Едіпів комплекс» Фройд виводить тільки у 1910 році у невеликій роботі «Про особливий тип вибору об'єкта у чоловіків»:
« Хлопчик, який починає знову бажати свою матір і ненавидіти батька як суперника… Попадає, як ми говоримо під вплив Едіпового комплексу. Він не вибачає матері, що вона вступала в статеві зносини не з ним, а з його батьком, і розцінює це як акт невірності».
З того часу термін тісно ввійшов у використання серед психоаналітиків класичного напрямку.

## Сутність (опис)

### Едіпів комплекс у хлопчиків
Процес розвитку едіпового комплексу у випадку з персонами чоловічої статі, згідно з класичним напрямком психоаналізу, полягає у такому. Хлопчик переживає сексуальний потяг до матері, одночасно переживаючи ворожу ревність відносно батька. Дитина старається приховати цей потяг, оскільки очікує покарання від свого батька у формі кастрації. У наслідок страху кастрації в психічному житті дитини формується певна інстанція — Над-Я, під дією якої дитина, пригнічуючи інцестні бажання відносно матері, починає ідентифікувати себе з батьком.

### Едипів комплекс у дівчаток
Дівчатка, за Фрейдом, аналогічним чином направляють перші інцестні бажання на матір. Однак у віці 2-3-х років, розуміючи, що у них повна відсутність пеніса, дівчинка починає відчувати так звану заздрість до пеніса, під дією якої реагує збільшенням заздрісної прив'язаності до батька і обуреність та образою до матері, бачачи в ній суперницю, яка претендує на любов батька. В кінцевому результаті, конфлікт, вирішується спробою дівчинки компенсувати свою неповноцінність шляхом бажання мати дитину.

### Позитивний та негативний Едипів комплекс
Внаслідок цього всього Фрейд прийшов до висновку, що існує складніший характер Едіпового комплексу — негативний, який проявляється в любові до батька чи матері тої ж статі, що й сама дитина й ворожість до батька чи матері протилежної статі, що стосується дитини. Вище були описані варіанти і були позначені як позитивні. Описуючи це явище, він використовував поняття бісексуальності і амбівалентності:
«Детальніше дослідження виявляє частіше всього повніший Едіпів комплекс, який є подвійним — позитивним і негативним, в залежності від бісексуальності дитини, тобто у хлопчика — не тільки амбівалентна установка до батька і ніжний вибір об'єкта-матері, але й одночасно він і поводить себе як дівчинка — проявляє ніжну жіночну установку до батька і відповідну їй, ревниво-ворожу до матері».
Таким чином, Фройд дотримувався думки, що на практиці Едіпів комплекс проявляється у вигляді комбінації варіантів вздовж осі між його позитивним і негативним типом, який включає в себе як гетеросексуальні, так і гомосексуальні імпульси.

### Едіпів комплекс в контексті сексуальної теорії
Фройдизм розглядає Едіпів комплекс як етап психосексуального розвитку і сприйняття, вперше які проявляються між другим та третім роками життя (в теорії Фройда цей період характеризується приматом генітальності, під яким об'єднуються оральний і анальний потяги попередніх стадій розвитку лібідо). Пікових ознак, за Фрейдом, Едіпів комплекс досягає між 3-ім і 5-ти роками життя дитини і після певного загасання відроджується в період статевого дозрівання (пубертатний період), в процесі якого долається тим або іншим вибором еротичного об'єкта.

## Значення
З самих джерел психоаналітичної теорії Фройд надавав Едіповому комлексу пріоритет та увагу в утворенні всіх невротичних захворювань. За Фройдом успішне вирішення Едіпового комплексу є ключем для психічного здоров'я людини. Невдача ж веде до неврозів і сексуальних відхилень: в цьому випадку говорять про невирішений Едіпів комплекс або невирішеній Едіповій ситуації. У наслідках Фройд надавав Едіповому комлексу ще більше значення, і бачив його практично у всіх проявах людської цивілізації едіпальні корені. Так, наприклад, в «Тотем(і) і табу» (1913) Фройд пише:
«Таким чином, у кінцевому результаті цього вкрай скороченого дослідження, я хочу зробити висновок, що в Едіповому комлексі збігаються початки релігії, моральності, громадськості і мистецтва в повному обсязі з даними психоаналізу, за якими цей комплекс складає ядро всіх неврозів».
На пізньому етапі розвитку психоаналізу Фройд вказує на необхідність встановлення деяких меж застосування даного поняття і на необхідність обмежень спекуляцій на його рахунок («Кінець Едіпового комплексу», 1924). Втім, від попередніх поглядів Фройд не відмовився, а згадана робота стала метою «розставити всі точки над і» в рядах психоаналітиків, які допускали собі вільність в інтерпретації явище (дивитись нижче). Відомі також слова Фройда, згідно з яким визнання Едіпового комплексу є свого роду розпізнавальним признаком психоаналітиків:
«Визнання Едіпового комплексу називається шибболетом, який відрізняє прибічників психоаналізу від його супротивників».
На сьогодні більшість психоаналітиків фройдиської школи у слід за Фройдом визнають пріоритетну значущість Едіпового комплексу у психосексуальному розвитку людини. Однак за межами психаналітичної теорії поняття Едіпового комплексу не отримало визнання через свою ненауковість (дивитись також розділ «Критика»).

## Перегляд та варіації
Сучасні психоаналітики, а також психоаналітики напрямків, які відрізняються від класичного фройдистського напрямку, по-іншому дивляться на концепцію Едіпового комплексу, вносячи в нього свої власні елементи або розподіляючи інакше акценти, які вже існували раніше.

### Карл Густав Юнг
Карл Густав Юнг вказував, що Едіпів комплекс Фройда не може адекватно описати аналогічну стадію у дівчаток (за Фройдом, дівчатка на цій стадії психосексуального розвитку переносять гомосексуальний потяг до матері). У зв'язку з цим у 1913 році Юнг запровадив новий термін — «комплекс Електри», за яким дівчинка, подібно до доньки Агамемнона Електри, відчуває сексуальний потяг до свого батька і ворожі почуття відносно матері. Окрім того, визнаючи наявність сексуального аспекту, Юнг вважав його лиш похідною від символічного прагнення повернутись до джерела життя.

### Альфред Адлер
Альфред Адлер вказував на те, що Едіпів комплекс Фройда нехтує впливом братів і сестер на психічне життя людини. Тому Адлер повністю переформулював усі процеси, яких торкався Едіпів комплекс, у термінах і поняттях своєї школи. Він стверджував, що інтерпретацію Едіпового комплексу варто будувати суто на розбещеності дитини і, більше того, Едіпів комплекс є нічим іншим, як одним із багатьох проявів розбещеності. Сексуальний аспект вступає в силу тому, що розбещена дитина, яка звикла до вдоволення всіх своїх бажань, зріє в швидкому темпі і в сексуальному аспекті, а провокативні ласки матері тільки підсилюють прояв вищезгаданих явищ.